# Prix du livre de géographie des lycéens et étudiants
Le Prix du livre de géographie des lycéens et étudiants est un prix littéraire créé par des enseignants de géographie en 2020. Inspiré du Prix lycéen du livre d'histoire, son objectif est de faire lire, découvrir et aimer la géographie à un public lycéen et étudiant à travers des ouvrages écrits en langue française. Il est remis au Festival international géographie de Saint-Dié des Vosges.

## Histoire
Prix du livre de géographie des lycéens et étudiants est créé en 2020, quelques mois après le Prix lycéen du livre d'histoire,,. Son but est de leur faire découvrir la diversité des écrits géographiques, des terrains et de les initier à la recherche. Il s’agit également de contribuer à donner une visibilité aux publications géographiques sur la scène éditoriale française. Le comité de sélection est composé d’enseignants du secondaire, en CPGE et en université. Sa porte-parole est Maie Gérardot, professeur en CPGE.

## Déroulement
Les lycéens et étudiants volontaires, encadrés par des enseignants-relais de l’évènement, envoient un texte collectif, argumenté, faisant office de vote. Le comité décompte les votes et désigne l’auteur lauréat.
Les textes des lycéens et étudiants participants sont également évalués (qualité et construction de l’argumentation, profondeur de la réflexion, lien entre l’ouvrage et la géographie, expression, orthographe, syntaxe). Les meilleurs textes seront publiés, en entier ou par des extraits, dans les revues et sur les sites des associations qui soutiennent le prix comme Historiens & Géographes, Géoconfluences ou Les Clionautes ainsi que sur le site du Festival international de géographie de Saint-Dié-des-Vosges.

## Accueil
Les professeurs notent une évolution de la perception de la géographie et de la diversité des thèmes que couvre la discipline par leurs élèves.

## Éditions

### 2021
La première édition est ouverte seulement aux lycéens et aux étudiants de CPGE :  
- Renaud Duterme, Petit manuel pour une géographie de combat, La Découverte, 2010, 208 p.
- Marie Gibert-Flutre, Les envers de la métropolisation. Les ruelles de Ho Chi Minh Ville, Vietnam, CNRS éditions, 2019, 244 p.
- Sylvie Lassere, Voyage au pays des Ouïghours, Éditions Hesse, 2020 (ouvrage lauréat)[9]
- Stéphane Rosière, Frontières de fer. Le cloisonnement du monde, Syllepse Editions, 2020
- Raphaël Mathevet et Arnaud Béchet, Politiques du flamant rose - Vers une écologie du sauvage, Wildproject Éditions, 2020

### 2022

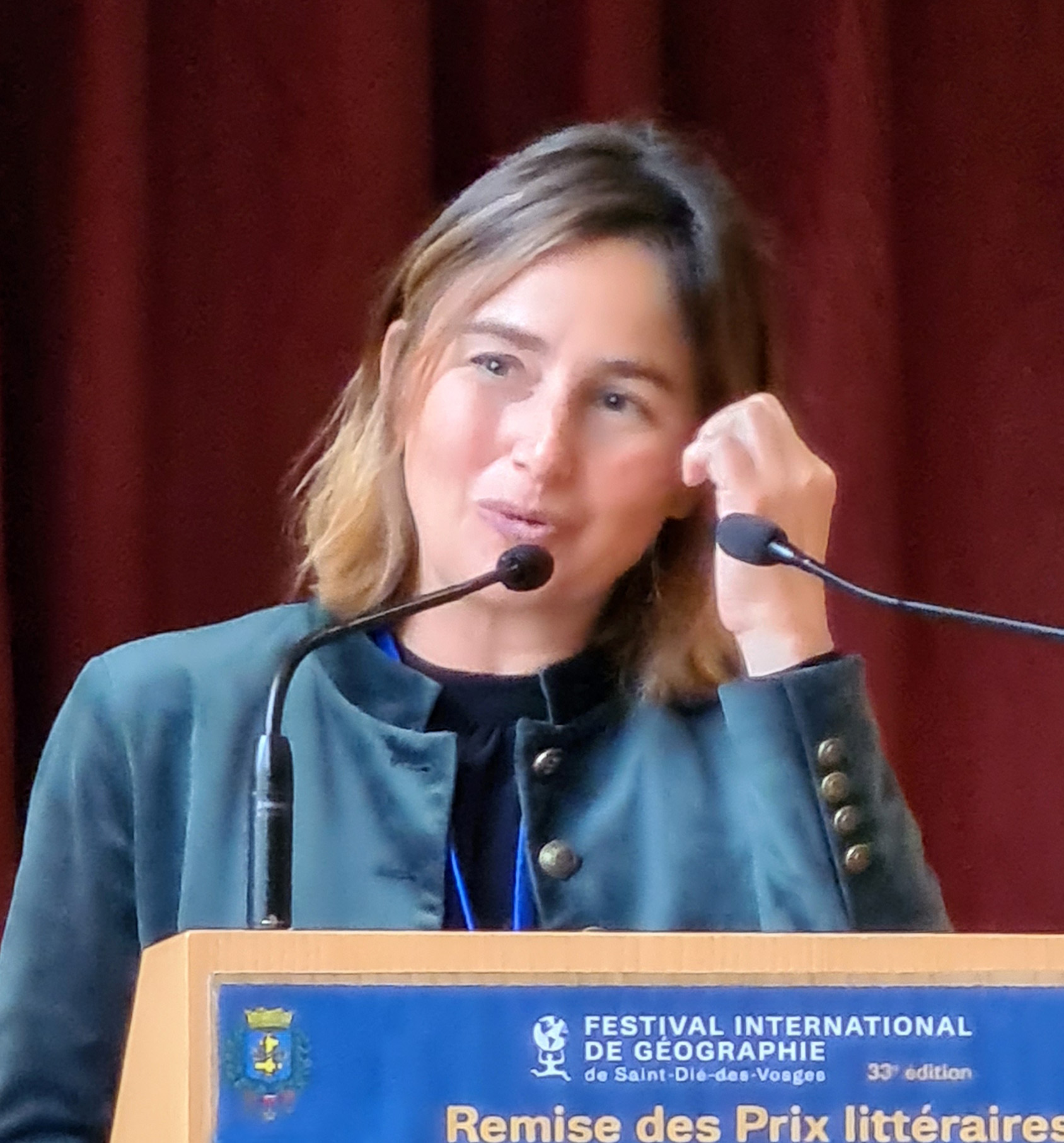
Camille Schmoll, lauréate en 2022.

Cette édition s'ouvre aux étudiants de licence universitaire, :  
- Valérie Jousseaume, Plouc pride - Un nouveau récit pour les campagnes, Éditions de l’Aube, 2021, 304 p.
- Frédéric Lasserre, Anne Choquet et Camille Escudé-Joffres, Géopolitique des pôles, Le Cavalier bleu
- Roland Pourtier, Congo. Un fleuve à la puissance contrariée, CNRS Éditions, 272 p.
- Thibaut Sardier, Quand la géo explique le monde : 30 phénomènes que vous ne connaissez pas encore, Autrement, 128 p.
- Camille Schmoll, Les damnées de la mer : Femmes et frontières en Méditerranée, La Découverte, 248 p. [12](ouvrage lauréat)[7],[13]

### 2023
Cette édition est ouverte, comme la précédente, aux lycéens, étudiants de CPGE et de licence ; s'y ajoutent, pour la première fois, les étudiants de BTS Tourisme. Cette édition voit une nouvelle fois l'augmentation du nombre de participants, avec 175 enseignants volontaires en France mais aussi à l'étranger (réseau AEFE). La sélection est la suivante :

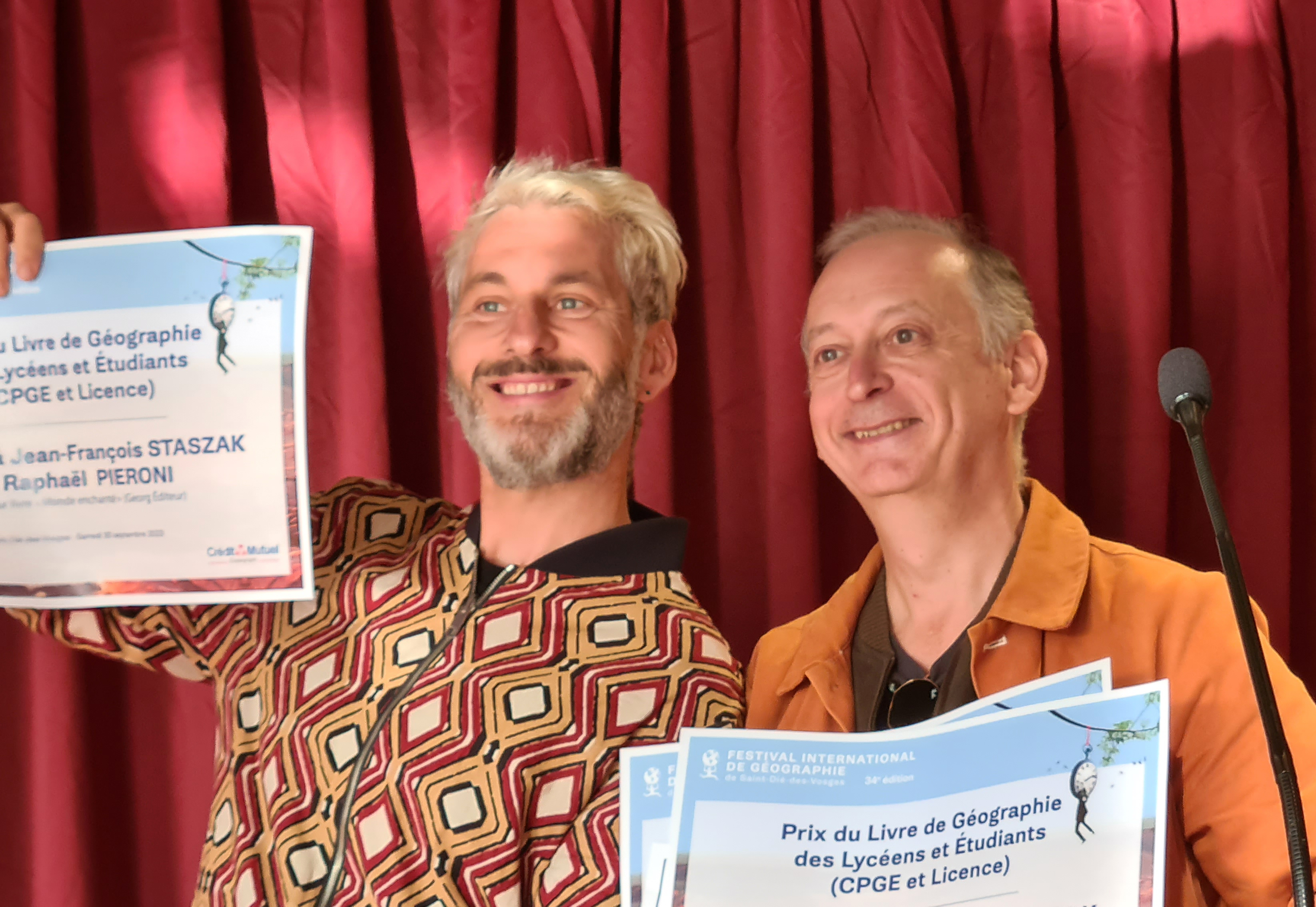
Raphaël Pieroni et Jean-François Staszak, lauréats en 2023.

- Joël Boulier et Laurent Simon, Atlas des forêts dans le monde, Autrement, 2022
- Lydia Bourguignon et Claude Bourguignon, Pourquoi nous ne faisons rien pendant que la maison brûle ?, Éditions d’en bas, 2022
- Raphaël Pieroni et Jean-François Staszak, Monde enchanté : chansons et imaginaires géographiques, Georg Éditeur, 2021 (ouvrage lauréat)[16],[17],[18]
- Max Rousseau et Vincent Béal, Plus vite que le cœur d’un mortel. Désurbanisation et résistances dans l’Amérique abandonnée, Éditions Grevis, 2021, 256 p.
- David Teurtrie, Russie. Le retour de la puissance, Armand Colin, 2021, 224 p.

### 2024

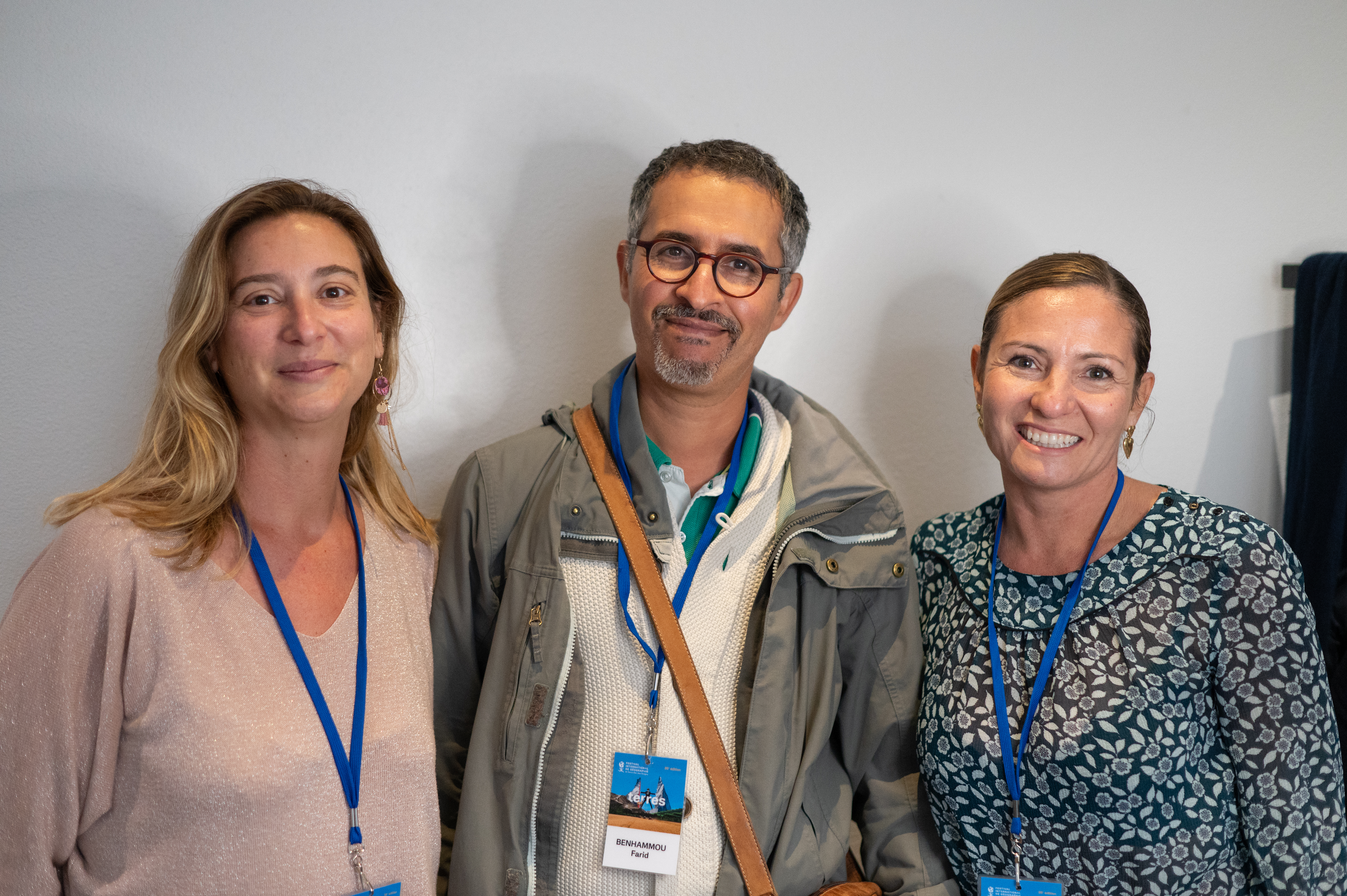
Équipe organisatrice du prix au Festival international de géographie en 2024.

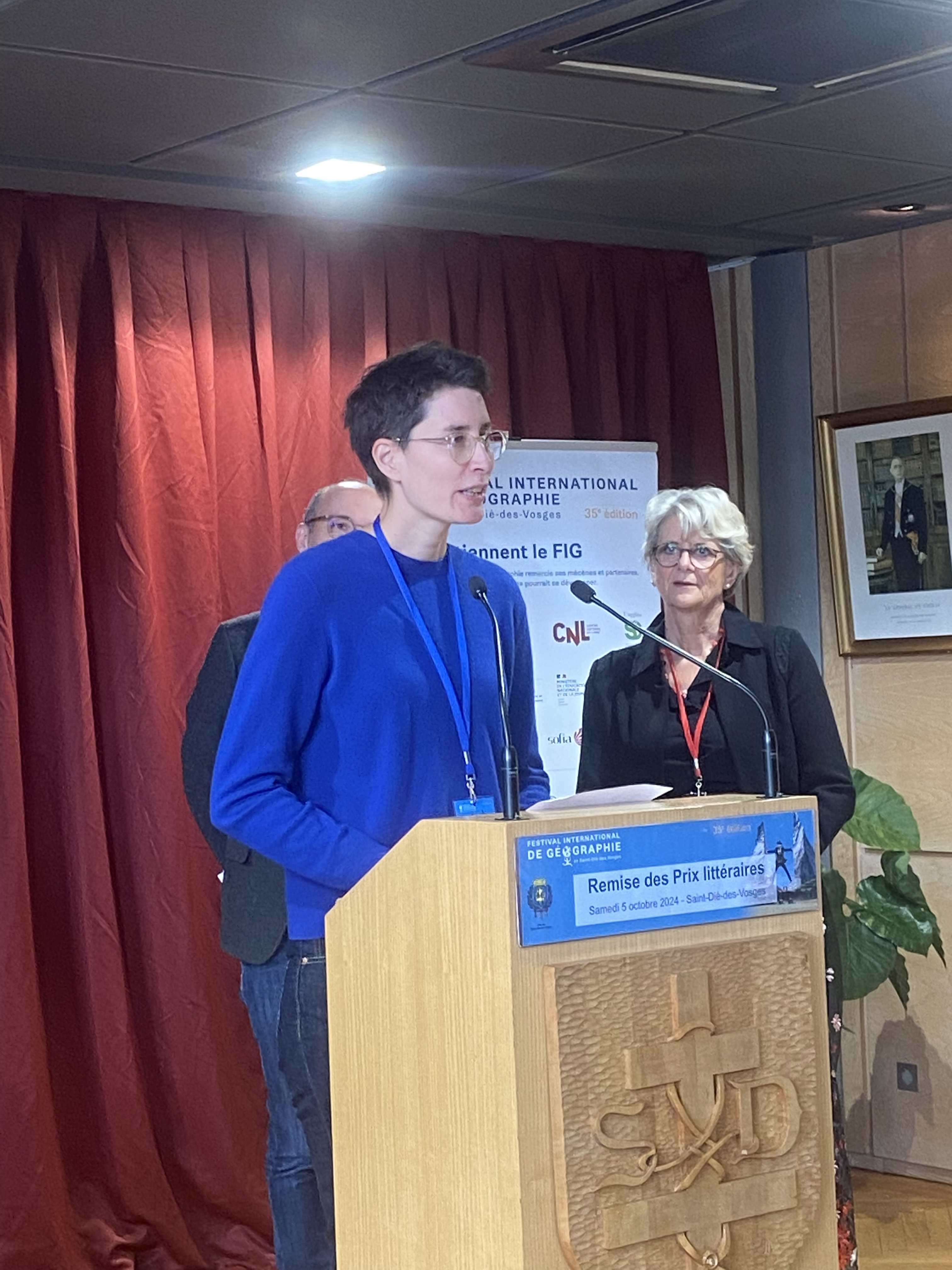
Marion Tillous, lauréate 2024 pour la direction d'Espace, genre et violences conjugales.

La sélection a été annoncée, comme les précédentes, lors du Festival international de géographie de Saint-Dié-des-Vosges. Sont sélectionnés, :   
- Gilles Fumey, Alexandre de Humboldt. L’eau et le feu, Double ligne, 2022
- Raphaël Mathevet et Roméo Bondon, Sangliers. Géographies d’un animal politique, Actes Sud, 2022.
- Basile Michel, Les quartiers culturels et créatifs, Le Manuscrit, 2022.
- Marion Tillous (dir.), Espace, genre et violences conjugales, ce que révèle la crise de la Covid 19, GéoTraverses, 2022. (ouvrage lauréat[21]).
- Nephtys Zwer (dir.), Ceci n’est pas un atlas, Éditions du commun, 2023.

### 2025
Sont sélectionnés :
- Rémi Barbier et Sara Fernandez (dir), Idées reçues sur l’eau et sa gestion, Le Cavalier bleu, 2024.
- Marie Bonte, Nuits de Beyrouth, ENS éditions, 2024, ouvrage lauréat[23].
- Marc Brosseau, Tableau de la géographie littéraire, Puppa, 2023.
- François-Michel Le Tourneau, Chercheurs d’or, CNRS éditions, 2024.
- Sylvain Genevois, Matthieu Noucher et Xemartin Laborde, Le blanc des cartes, Autrement, 2024.